# Oplosia
Oplosia es un género de escarabajos longicornios de la tribu Acanthoderini. Se distribuye por América del Norte y Europa.

## Especies
- Oplosia cinerea (Mulsant, 1839)
- Oplosia nubila (LeConte, 1862)
- Oplosia suvorovi Pic, 1914